# Polisens grader i Israel

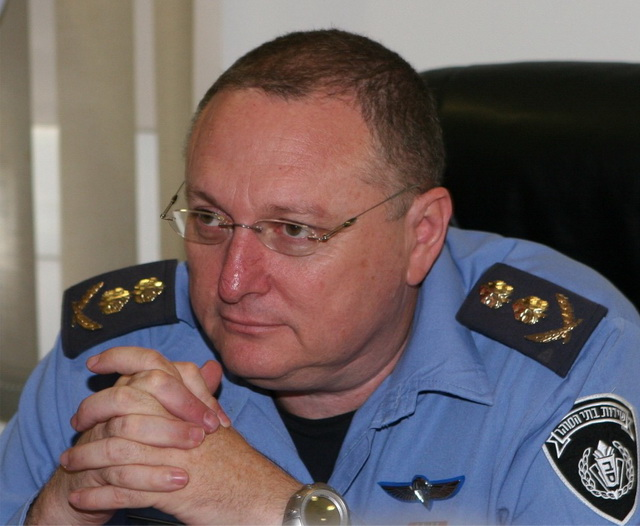
Rikspolischefen Beni Kanyak.

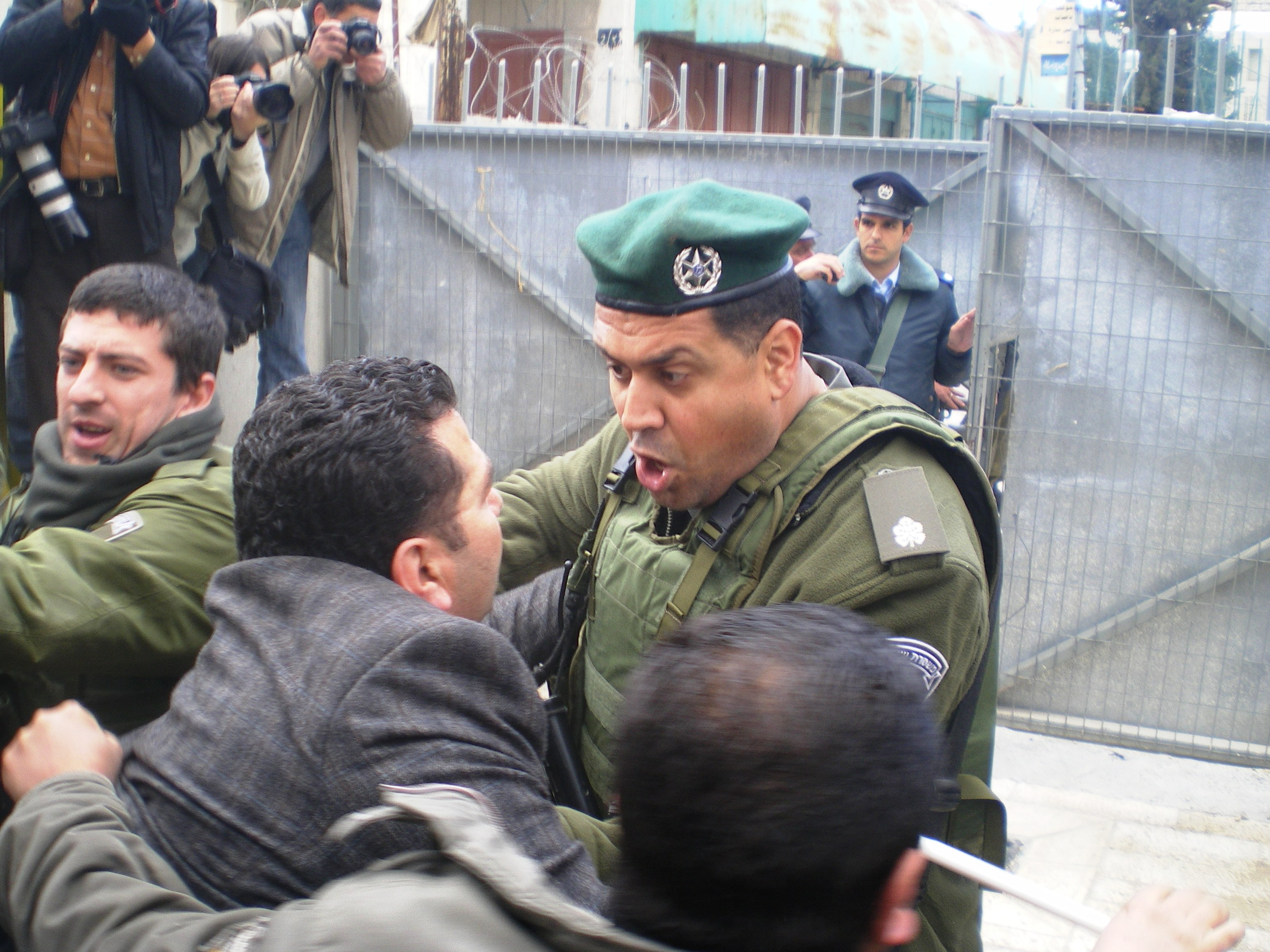
Polisintendent vid gränspolisen.

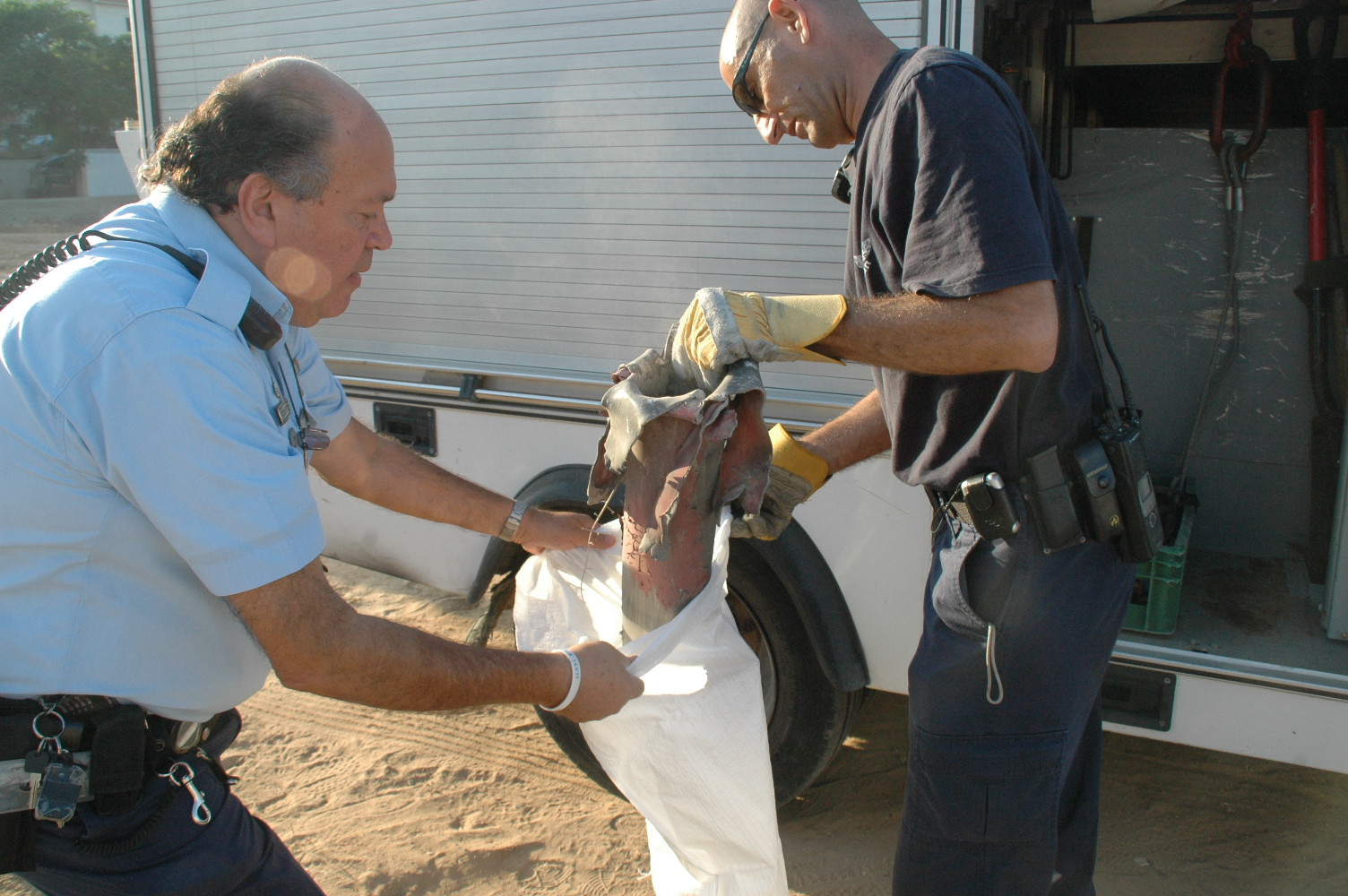
Två poliser tar hand om en exploderad kassam-raket.

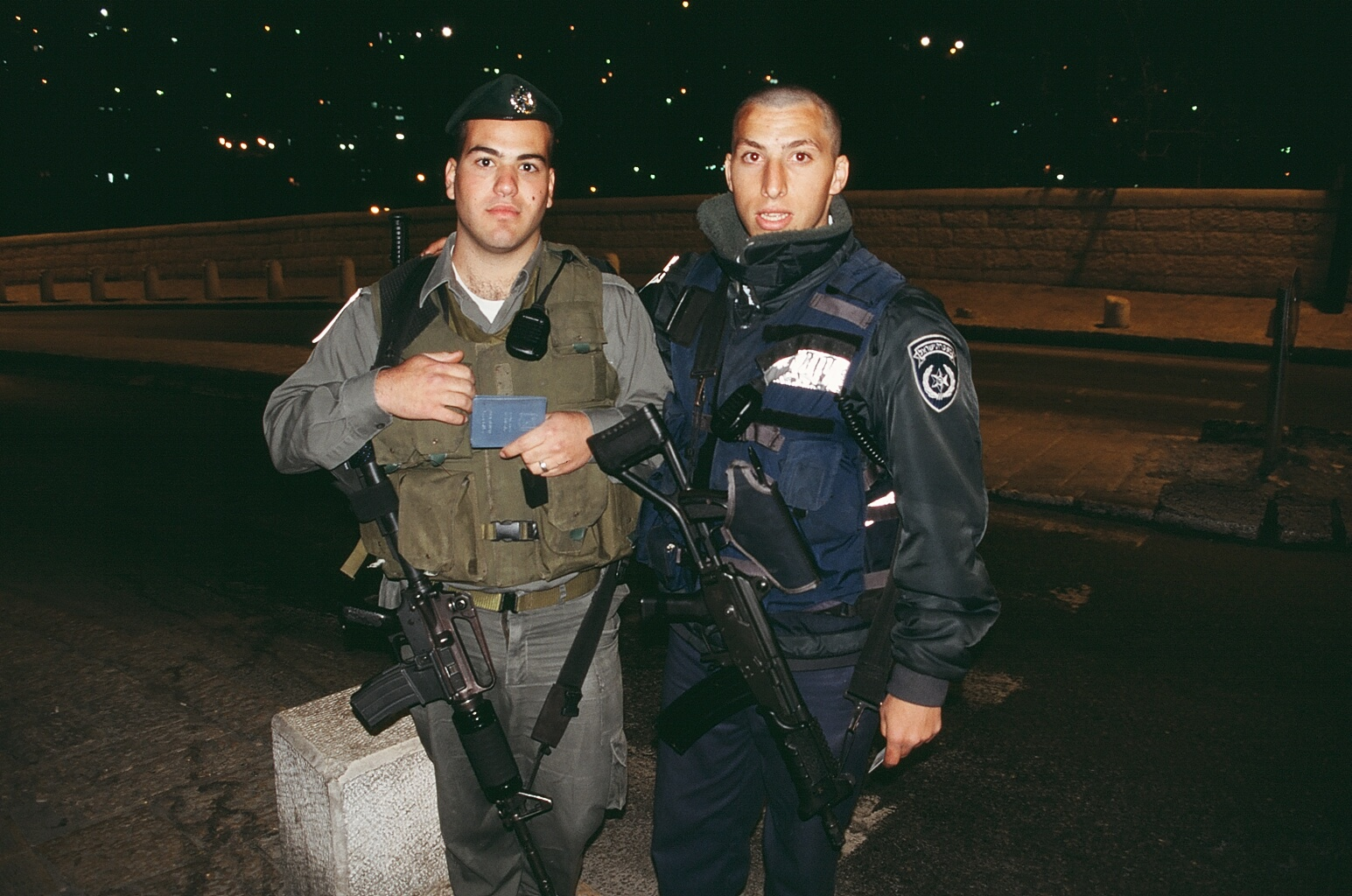
Gränspolis och ordningspolis.

Polisens grader i Israel visar den hierarkiska ordningen i den israeliska polisen.
| Grader                                       | Kortformer               | Gradbeteckningar | Vederlikar i Israels försvarsmakt (svensk motsvarighet) | Översättning till svenska        |
| -------------------------------------------- | ------------------------ | ---------------- | ------------------------------------------------------- | -------------------------------- |
| Shoter (hebreiska: שוטר)                     | Shoter (hebreiska: שוטר) |                  | Menig 1kl                                               | Konstapel                        |
| Rav-shoter(hebreiska: רב-שוטר)               | Rashat (hebreiska: רש"ט) |                  | Vicekorpral                                             | Vicekorpral                      |
| Samal sheni (hebreiska: סמל שני)             | Samash (hebreiska: סמ"ש) |                  | Korpral                                                 | Korpral                          |
| Samal rishon (hebreiska: סמל ראשון)          | Samar hebreiska: סמ"ר)   |                  | Sergeant                                                | Sergeant                         |
| Rav-samal (hebreiska: רב-סמל)                | Rasal (hebreiska: רס"ל)  |                  | Förste sergeant                                         | Förste Sergeant                  |
| Rav-samal rishon (hebreiska: רב-סמל ראשון)   | Rasar (hebreiska: רס"ר)  |                  | Fanjunkare                                              | Fanjunkare                       |
| Rav-samal mitkadem (hebreiska: רב-סמל מתקדם) | Rasam hebreiska: רס"ם)   |                  | Förvaltare                                              | Förvaltare                       |
| Rav-samal bakhir (hebreiska: רב-סמל בכיר)    | Rasab (hebreiska: רס"ב)  |                  | Förvaltare                                              | Förvaltare                       |
| Rav-nagad (hebreiska: רב-נגד)                | Ragad (hebreiska: רנ"ג)  |                  | Regementsförvaltare                                     | Regementsförvaltare              |
| Mefakeakh mishne (hebreiska: מפקח משנה)      | Mamash (hebreiska: ממ"ש) |                  | Fänrik                                                  | Biträdande kommissarie           |
| Mefakeakh(hebreiska: מפקח)                   |                          |                  | Löjtnant                                                | Kommissarie                      |
| Pakad (hebreiska: פקד)                       |                          |                  | Kapten                                                  | Överkommissarie                  |
| Rav-pakad(hebreiska: רב-פקד)                 | Rapak (hebreiska: רפ"ק)  |                  | Major                                                   | Intendent                        |
| Sgan nizav (hebreiska: סגן ניצב              | Sanaz (hebreiska: סנ"ץ)  |                  | Överstelöjtnant                                         | Överintendent                    |
| Nizav mishne (hebreiska: ניצב משנה)          | Nazam (hebreiska: נצ"ם)  |                  | Överste                                                 | Polismästare                     |
| Tat-nizav(hebreiska: תת-ניצב)                | Tanaz (hebreiska: תנ"ץ)  |                  | Brigadgeneral                                           | Brigadgeneral                    |
| Nizav (hebreiska: ניצב)                      |                          |                  | Generalmajor                                            | Generalmajor                     |
| Rav-nizav (hebreiska: רב-ניצב)               | Ranaz (hebreiska: רנ"ץ)  |                  | Generallöjtnant                                         | Generalinspektör (Rikspolischef) |